# Konwikt jezuitów w Lewoczy
Konwikt jezuitów w Lewoczy – historyczna budowla w Lewoczy na Słowacji, zajmująca narożnik ulic Kasárenskej i Jána Bottu (adres: ul. Bottova 15). Obecnie siedziba Instytutu Juraja Páleša Wydziału Pedagogicznego Uniwersytetu Katolickiego w Rużomberku.

## Historia
Pierwotnie w tym terenie, tuż pod miejskimi murami obronnymi, znajdowały się ogrody lewockich mieszczan. Później na ich miejscu osiedli kartuzi, którzy niepokojeni przez husytów, a następnie przez najemne wojska Jana Jiskry z Brandysa, przenieśli się tu, pod opiekę miasta, w 1454 r. z Kláštoriska w dzisiejszym Słowackim Raju. Za zgodą Kapituły Spiskiej i panującego wybudowali tu klasztor z kaplicą. Gdy minął okres działań bratrzyków na terenie dzisiejszej Słowacji, kartuzi powrócili w 1478 r. na Kláštorisko. Zabudowania po nich przejęła Kapituła Spiska.
Jezuici, którzy mieli swój dom i gimnazjum w Spiskiej Kapitule, przyszli do Lewoczy w ramach akcji rekatolizacyjnej w roku 1671. Oprócz gimnazjum, które uruchomili w 1672 r., utworzyli w mieście również konwikt dla młodzieży pochodzenia szlacheckiego. Powstał on z inicjatywy biskupa ostrzyhomskiego Juraja Széchényiego, który 5 lutego 1694 r. przeznaczył 80 tys. złotych reńskich na założenie jezuickich konwiktów w Trenczynie i Lewoczy. Pieniądze pochodziły z jego majątków na Orawie i miały być podzielone w równych częściach na obydwa przedsięwzięcia.
Po śmierci Széchényiego inicjatywę przejął cesarz Leopold I. 12 grudnia 1695 r. nakazał głównemu zarządcy cesarskiej komory w Bańskiej Bystrzycy przejąć orawskie majątki Széchényiego, a co roku wypłacać obydwom konwiktom donację w wysokości sześciu procent ich wartości. Gdy informacja ta dotarła do rektorów lewockiego kolegium, zaczęli oni poszukiwać miejsca, w którym mogliby konwikt założyć. Ich uwaga zwróciła się ku zabudowaniom dawnego klasztoru kartuzów, które wprawdzie od 1674 r. formalnie do nich należały, lecz protest miasta nie pozwalał im z nich korzystać. W 1696 r. rektor kolegium, Henrich Berzeviczy, za pieniądze z donacji, wykupił zabudowania dawnego kompleksu kartuzów (kościół i klasztor wraz z gruntem koło kościoła, na którym był dawniej cmentarz), usytuowane w południowej części miasta, przy murach miejskich. Obie budowle były mocno zniszczone, jednak udało się je stosunkowo niewielkim kosztem wyremontować. W 1697 r. rozpoczęto wykopy pod nowe obiekty, zaś rok później położony został kamień węgielny pod nowy budynek konwiktu, nawiązujący układem do starego klasztoru. Prace posuwały się powoli, dodatkowo przerwało je powstanie kuruców Franciszka Rakoczego. Kiedy 13 lutego 1710 r., po kilkutygodniowym oblężeniu, Lewocza skapitulowała, do miasta wrócili i jezuici. Swoje budowle, znajdujące się przy samych murach, znaleźli ze spalonymi dachami i mocno uszkodzone. Po z górą półtorarocznej odbudowie 13 października 1711 r. konwikt został otwarty, chociaż prace budowlane przy całym kompleksie trwały jeszcze aż do 1724 r.
Konwikt zapewniał wychowanie i ukończenie wyższych studiów co roku 20–40 młodzieńcom, pochodzącym ze szlacheckich rodów z terenów całych ówczesnych Górnych Węgier. Nie byli przyjmowani kandydaci młodsi niż 12-letni. Pierwszeństwo mieli synowie zasłużonych rodów szlacheckich (zwłaszcza tych, którzy „porzucili herezję”). Niemajętni mieli otrzymywać bezpłatnie odzież i wyposażenie szkolne. Wyróżniał się wysokim poziomem przygotowania naukowego (m.in. uczono dwóch lub trzech języków obcych) i moralnego absolwentów, przy czym stosowano postępowe metody nauczania. M.in. odbywały się tu przedstawienia teatralne i to w języku słowackim. Gdy w 1773 r. w cesarstwie rozwiązano zakon jezuitów, szkołę prowadzili dalej minoryci, zaś sam konwikt działał jeszcze do roku 1785, kiedy go bezpośrednio zlikwidował Józef II.
Po likwidacji konwiktu budynek kupiło miasto i przeznaczyło go na koszary (tzw. Dolná kasáreň). Szczęśliwie wnętrza obiektu nie uległy wówczas większym zmianom i zachowały się do dziś w stanie prawie pierwotnym (m.in. oryginalne sklepienia).
Na początku XXI w. przeprowadzono jego gruntowną renowację z przeznaczeniem na siedzibę Wydziału Pedagogicznego Katolickiego Uniwersytetu w Rużomberku. 8 stycznia 2011 r. prof. František Tondra, spiski biskup diecezjalny, celebrował pierwszą mszę św. w odnowionej kaplicy pw. św. Walentego, a następnie w asyście wielu gości poświęcił odrestaurowany obiekt.

## Architektura
Obiekt murowany, dwuskrzydłowy na rzucie litery „L”, 3-kondygnacyjny. Nakryty dachami dwuspadowymi, krytymi dachówką, posiada użytkowe poddasza. Dyspozycja wnętrz dwutraktowa z korytarzami biegnącymi od strony podwórza. Fasady z prawidłowym rytmem otworów okiennych, gładkie, zwieńczone profilowanymi gzymsami. Po stronie zachodniej budowli znajdowała się kaplica, rozebrana w drugiej połowie XX w. W miejscu przenikania się skrzydeł, w wewnętrznym narożniku (od strony podwórza) nowa dobudówka, mieszcząca wyposażenie socjalne i techniczne.